# Obereopsis paratricollis
Obereopsis paratricollis är en skalbaggsart som beskrevs av Stefan von Breuning 1967. Obereopsis paratricollis ingår i släktet Obereopsis och familjen långhorningar. Inga underarter finns listade i Catalogue of Life.